# 플라키
플라키(Flaki)는 전통적인 폴란드 양 스튜이다. 이는 폴란드 요리에서 중요한 부분을 차지하는 여러 폴란드 국 중 하나이다. 비고스, 주레크, 피에로기와 함께 폴란드 요리에서 가장 주목할 만한 특선 요리 중 하나이다. 이름은 주재료인 얇고 깨끗하게 손질한 쇠고기 양 (폴란드어: flaki - 문자 그대로 "내장"으로도 번역될 수 있음)에서 유래했다.

## 어원
폴란드어 이름 flaki는 문자 그대로 "내장"을 의미하며 flak ("내장")의 복수형으로, 독일어 Fleck ("점")에서 유래했으며, 이는 중세 고지 독일어 vlëc, 고대 고지 독일어 flec/flek에서 왔고, 최종적으로 게르만조어 *flekka- ("점/표시")에서 유래했다. Flaczki는 flaki의 지소사이며, 폴란드에서 양탕을 지칭하는 데도 사용된다. 크로아티아어 fileki는 동족어이다. 양탕에 대한 독일어 이름으로는 Kuttelsuppe와 Flecksuppe ("양탕")가 있으며, Saure Kutteln와 Saure Flecke ("신 양")도 있는데, 이는 Kuttel, Fleck, 그리고 Kuttelfleck 모두 "양"을 의미할 수 있기 때문이다.

## 역사

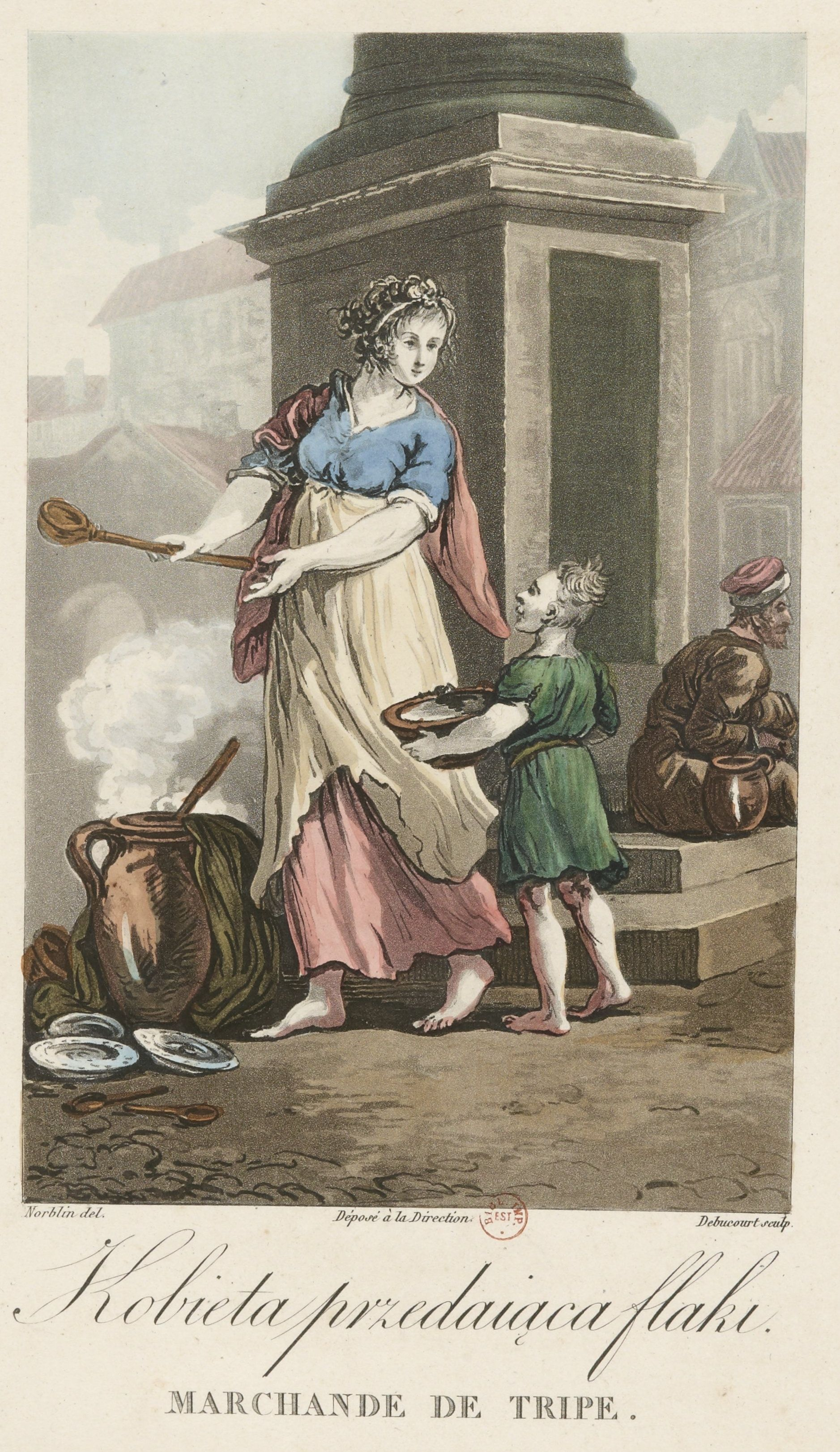
양 상인, 장피에르 노르블랭 드 라 구르댕의 18세기 그림

플라키는 적어도 14세기부터 폴란드 영토에서 소비되었다. 브와디스와프 2세 야기에우오 왕이 가장 좋아하는 요리 중 하나였던 것으로 알려져 있다.

## 준비 및 제공
조리 방법은 지역에 따라 약간 다를 수 있다. 일반적인 재료로는 쇠고기 양, 쇠고기, 월계수 잎, 올스파이스, 파슬리, 당근, 쇠고기 육수, 그리고 소금, 후추, 육두구, 달콤한 파프리카 가루, 마조람을 포함한 향신료가 있다. 노동 집약적인 플라치키의 편리한 즉석 조리식품도 시판되고 있다. 때때로 특히 폴란드에서 판매되는 즉석 조리 버전의 요리에서는 쇠고기 양 대신 돼지고기 양이 사용될 수도 있다.
플라키에 토마토 농축액을 넣기도 하고, 일부는 루 없이 양을 조리하기도 한다. '고급스러움'을 더하기 위한 인기 있는 추가 재료는 미트볼인데, 이는 종종 '플라키 포 바르샤프스쿠' (바르샤바 스타일 플라키)로 알려진 지역 변형에서 발견된다.
캔이나 병에 담긴 즉석 플라키는 폴란드 전역의 식료품점에서 널리 구할 수 있으며, 가장 인기 있는 "플라키 포 자모이스쿠" (자모시치 스타일 플라키) 또는 덜 매운 육수의 "플라키 브 로솔레" 버전도 있다. 쇠고기 대신 가금류 위를 사용하는 플라키의 또 다른 변형은 '플라키 드로비오베' (가금류 플라키)로도 알려져 있다. 이 국은 전통적으로 폴란드 결혼식에서 "따뜻한 식사" 중 하나로 제공된다. 플라키는 신선한 빵, 보통 롤빵과 함께 먹는다. 많은 식당에서는 신선한 사워도우 빵 덩어리를 파서 만든 그릇에 플라키를 제공한다.

## 같이 보기
- 이슈켐베 초르바시
- 메누도
- 몬동고 수프
- 로수
- 캉 양념 내장
- 칼로스
- 하시 (음식)